# Conflans-sur-Lanterne
Conflans-sur-Lanterne település Franciaországban, Haute-Saône megyében. Lakosainak száma 569 fő (2022. január 1.). Conflans-sur-Lanterne Dampierre-lès-Conflans, Équevilley, Bassigney, Bourguignon-lès-Conflans, Briaucourt, Mersuay, Meurcourt, Plainemont, Velorcey és La Villedieu-en-Fontenette községekkel határos.

## Népesség
A település népességének változása:
| Lakosok száma | 640  | 628  | 623  | 620  | 620  | 603  | 586  | 569  |
|               | 2013 | 2015 | 2017 | 2018 | 2019 | 2020 | 2021 | 2022 |